# Walulis (Websendungen)
Unter dem Namen Walulis präsentierte Philipp Walulis verschiedene Satire- und Reportage-Sendungen, die für die hybride Ausstrahlung auf TV-Sendern und im Internet produziert wurden. Walulis und seine Spin-offs wurden unter verschiedenen Namen bis Mai 2023 für Funk und SWR3 produziert.

## Entstehung
Das Ziel war es, das TV-Format Walulis sieht fern für das Format YouTube neu zu konzipieren. Dafür analysierten Moderator Philipp Walulis und sein Team in einer dreimonatigen Entwicklungsphase mit dem Titel „Make The Internet Great Again“ die Funktionsweisen von erfolgreichen YouTube-Formaten. Sie überlegten, wie sie die Erkenntnisse auf ihr eigenes Format erfolgreich übertragen könnten und wie man das Beste aus ihrer Fernseherfahrung und den Anforderungen an YouTube-Videos machen könnte. Diese Entwicklungsphase war öffentlich und die Zuschauer wurden aufgerufen, selbst Anregungen zu geben und Kritik zu üben.

## Formate

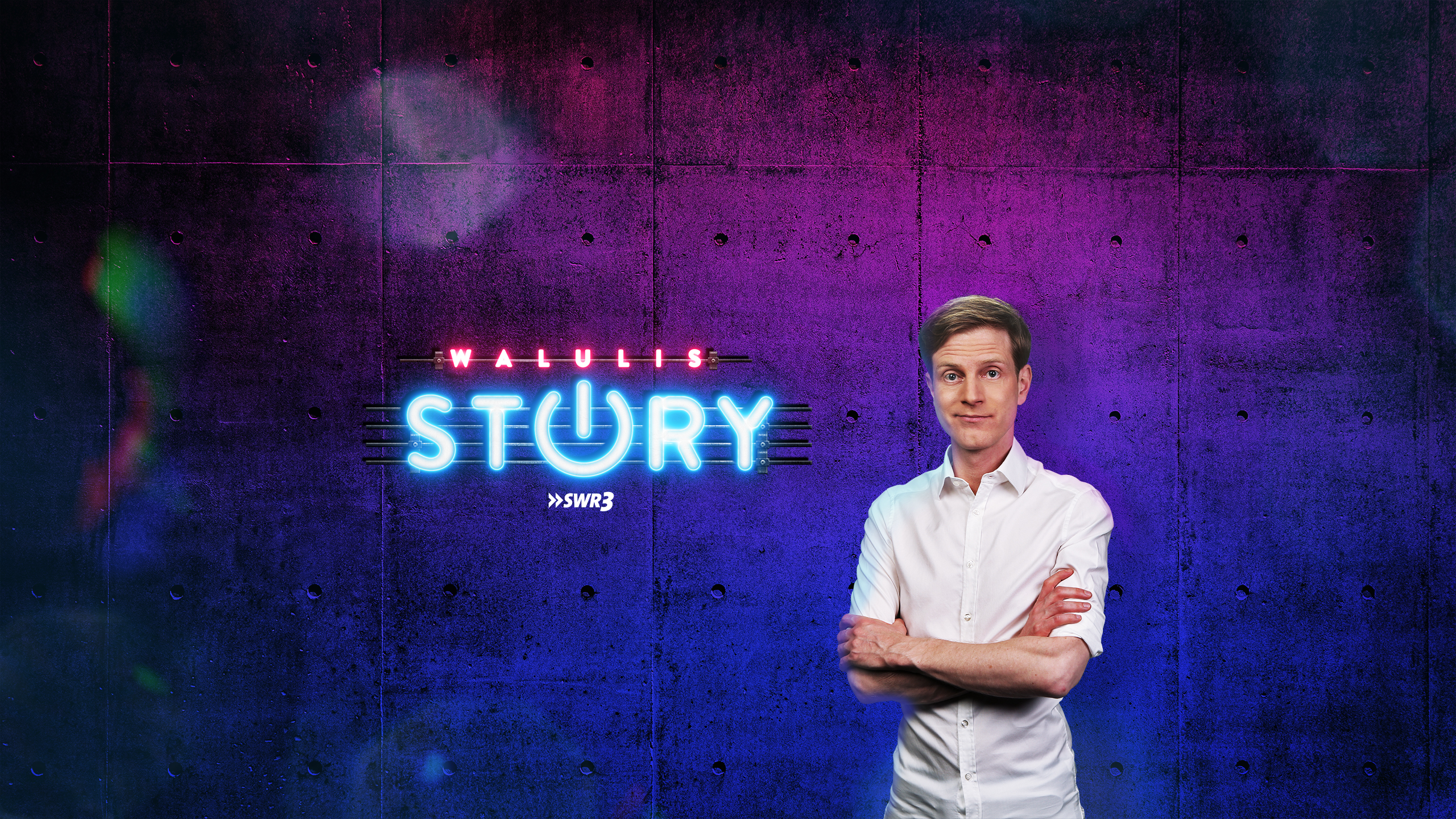
Foto des Formates Walulis Story

Betrieben wurden die zwei YouTube-Kanäle Walulis Daily und Walulis | Wie schwer kann’s schon sein? (ehemals Walulis Story und Walulis).

### Walulis
Die ursprüngliche Sendung mit dem Namen Walulis war von November 2016 bis August 2020 Teil des öffentlich-rechtlichen Medienangebots Funk.

### Walulis Story
Nach einem Wechsel von Funk zu SWR3 fand eine Umbenennung zu Walulis Story und eine Umgestaltung statt. Der YouTube-Kanal strahlte zwar nach wie vor je ein längeres Segment jeder Folge aus, die kompletten Folgen waren allerdings nur im SWR und der ARD-Mediathek verfügbar.
Am 1. August 2022 erschien die letzte Folge des Formats Walulis Story. Die Redaktion begründete das Ende damit, dass sich Walulis Daily und Walulis Story zu ähnlich seien. Auf dem ehemaligen Walulis-Story-Kanal lief seit September 2022 das vorher in einem Pilot getestete Format Walulis | Wie schwer kann’s schon sein?. Darin testeten Philipp Walulis und sein Team Medienphänomene und aktuelle Trends in reportageartigen Selbstexperimenten auf ihre Umsetzbarkeit.

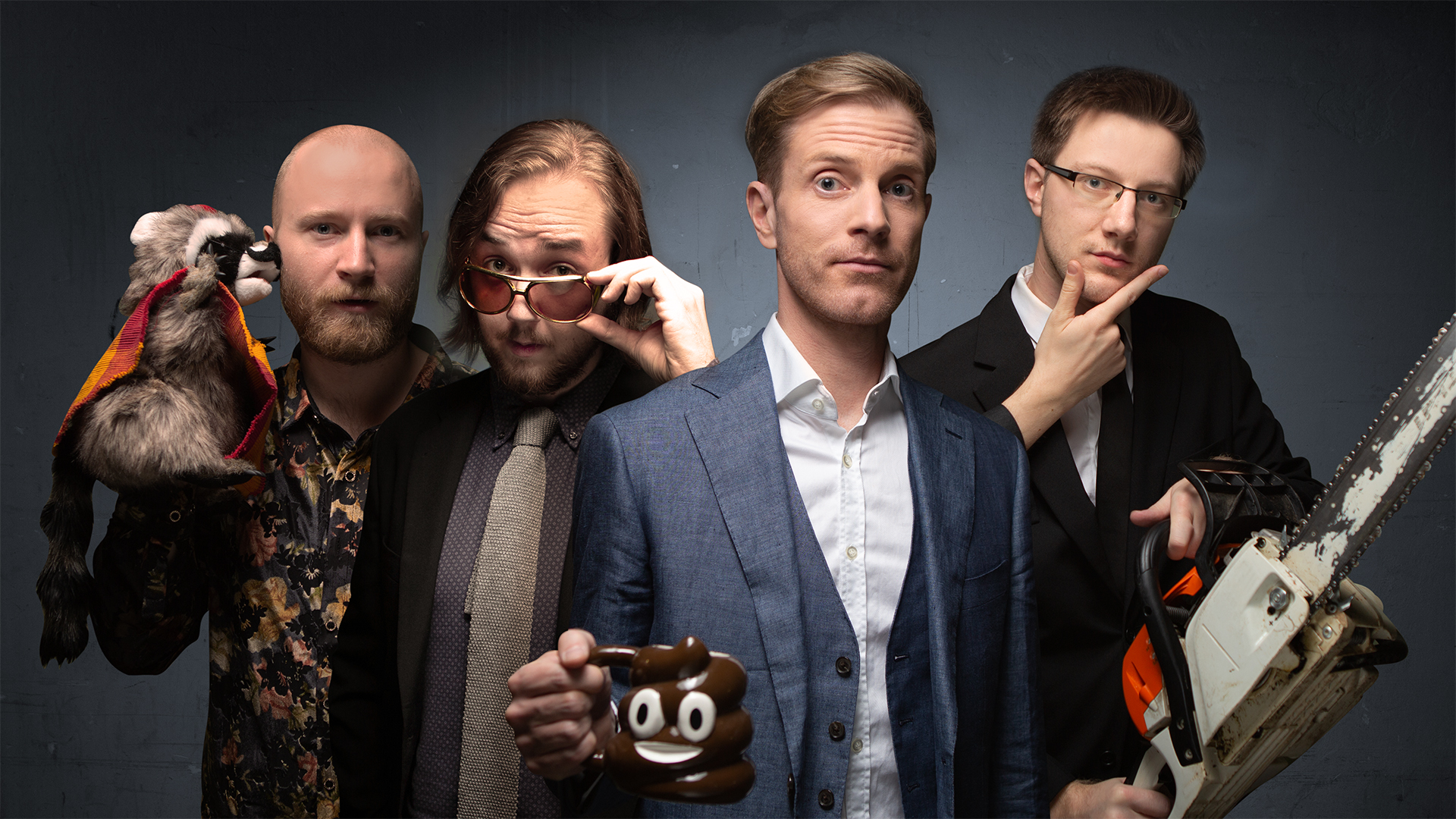
Foto von Walulis Daily mit mehreren Elementen, die in der Serie wiederkehren

### Walulis Daily
Von September 2019 bis Mai 2023 wurde ein zusätzlicher YouTube-Kanal namens Walulis Daily betrieben, der sich prinzipiell an der Form des regulären Kanals Walulis orientierte, inhaltlich aber von Montag bis Donnerstag ein Video zu tagespolitischen Themen (oft abseits des medienlastigen Fokus von Walulis) in den frühen Abendstunden veröffentlichte. Im Gegensatz zum Hauptkanal verblieb dieser Teil bei Funk.
Laut Walulis wurde Walulis Daily eingestellt, da das Publikum mit 25 bis 39 Jahren zu alt für Funk wurde, das die Altersgruppe von 14 bis 29 Jahren ansprechen soll.

### Walulis Daily Turbo
Auf dem Kanal Walulis Daily wurde von Oktober 2019 bis Februar 2020 freitags ein längeres Video mit Studiopublikum veröffentlicht, das unter dem Namen Walulis Daily Turbo als Wochenrückblick fungierte und neben einem Hauptthema diverse andere – meist skurrile – Nachrichten aufgriff („Geilmeldung“) und Beiträge aus der Community präsentierte (die „Retro-Show“). Mit Beginn der COVID-19-Pandemie wurde das Turbo-Format eingestellt, da ein Live-Publikum nicht mehr erlaubt war.

### Walulis Woche
Nach Einstellung des Turbo-Formats wurde der Wochenrückblick in die ARD verlegt und lief dort unter dem Namen Walulis Woche. Im Rahmen einer Umstrukturierung wurde das Format zu Beginn 2022 abgesetzt.

### WALULIVE
Mehrere Monate nach dem letzten Video bei Walulis Daily kehrte Philipp Walulis zusammen mit seinem früheren Redaktionsmitglied Marcus Müller mit einem Live-Format zurück. Die erste Folge wurde am 30. Januar 2024 veröffentlicht und dauerte etwa 47 Minuten. Im Gegensatz zu den bisherigen Formaten behandelt das Live-Format die Themen in einem freien Gespräch ohne festes Skript sowie in Interaktion mit dem Publikum über die Chat-Funktion. Als Sendetermin wurden Dienstag und Donnerstag um 17 Uhr angekündigt. Das neue Format soll eigenständig außerhalb der ARD und des Funk-Netzwerkes laufen.

## Form
Den Videos liegt ein journalistischer Kern zugrunde, der aber humoristisch verpackt ist. Aufgezeichnet wurden die Folgen in einem Studio in Late-Night-Optik mit Philipp Walulis am Schreibtisch. Die übliche Kaffeetasse hat bei Walulis die Form des Kack-Emojis. Die Videos werden durch Ausschnitte aus den Originalsendungen und kleine Spielsequenzen unterbrochen. In den Spielsequenzen sind weitere Mitglieder des Teams zu sehen, zum Beispiel „der Assi“. Jede Folge enthält zusätzlich einige der folgenden festen Elemente:
| Form                                                     | Bedeutung |
| -------------------------------------------------------- | --- |
| Abo-Aufruf                                               | Anstatt am Ende des Videos wie üblich plump zum „Liken“, Abonnieren und Kommentieren aufzurufen, werden immer kleine, eigenständige Videos gedreht, in denen der Abo-Aufruf humorvoll verpackt wird. Zu Beginn der Serie handelte es sich hierbei um eine Auswahl an vorproduzierten Videos, welche inhaltsunabhängig oft mehrmals verwendet wurden. Lange Zeit wurde für jedes Video ein themenbezogenes Ende produziert; mittlerweile übernimmt das Redaktionsmitglied Marcus von einem eigenen Schreibtisch aus die Abmoderation. |
| Das renommierte Birnbaum-Institut                        | Eine Parodie auf Meinungsforschungsinstitute. Die Umfrage-Ergebnisse werden als renommierte Forschung präsentiert, sind aber vollkommener Blödsinn. Diese Rubrik wurde aus der Vorgängersendung übernommen. |
| Der Assi                                                 | Als kleiner Mann von der Straße wirft der „Bierliebhaber“ seine populistische Meinung ein, die oft den Gegensatz zu Philipps differenzierter Meinung darstellt. Er redet in einem rheinländischen Dialekt. |
| Die Safari-Katze                                         | Diese Katze taucht in immer neuer Form in den Witz-Einblendungen auf. Anspielung auf den Erfolg von Katzen-Videos im Internet. Sie hat ihre eigene Band. In späteren Videos rief sie während des Videos zum Abonnieren auf. |
| Die Kothaufen-Emoji-Tasse                                | Wie einige andere Gegenstände im Studio auch war die Kothaufen-Emoji-Tasse in fast jeder Sendung zu sehen und wurde am Ende der Serie „Daily“ vergoldet an einen Zuschauer verlost, der kommentierte, dass die Tasse „scheiße“ sei. |
| Der unerwartete Hitlervergleich                          | Durch eine aufwändige Grafik angekündigtes Element, das das Abdriften der Argumentation zu einem unpassenden Hitlervergleich ankündigt. Vorbild ist Godwin’s law. Manchmal wird dieser aber auch ausgelassen und die Zuschauer sollen einen Witz in die Kommentare schreiben. |
| Der Obdachlose                                           | Eine gebildete, aber obdachlose Person, die vom Moderator wiederkehrend aufgesucht wird, um als Experte für meist wirtschaftliche Themen schwierige Sachverhalte verständlich zu erläutern. |
| Forrest Drunk (Walulis Daily)                            | Redaktionsmitglied Leo rezitiert die tägliche Bild-Kolumne von Franz Josef Wagner aufdringlich und trinkend einem anderen Redaktionsmitglied. Titel und Setting der Rubrik – eine Parkbank – sind Anspielungen auf den Film Forrest Gump. |
| Law Facts mit Poddy                                      | Redaktionsmitglied Poddy erklärt einigen anderen Mitarbeitern die Rechtsgrundlage des jeweiligen Videothemas. Der Humor ergibt sich aus den überzogen-enthusiastischen Reaktionen auf eher langatmige Sachverhalte. Das Segment endet stets mit einem Running Gag, welcher diverse skurrile Kopfbedeckungen inszeniert. Diese Rubrik wurde im September 2020 eingestellt, nachdem Poddy die Redaktion verlassen hatte. |
| Der Seuchensack der Wahrheit (Walulis Daily)             | Im Zuge der COVID-19-Pandemie gaben pro Video meist gegen Ende zwei bis drei wechselnde Redaktionsmitglieder in Einspielern humoristisch überspitzte Eindrücke aus ihrem Alltag im Homeoffice. |
| Señor Pinkie (Walulis Daily)                             | Señor Pinkie ist eine Waschbärhandpuppe, die mit mexikanischem Akzent gesprochen wird und bei verschiedenen Anlässen in der Sendung auftaucht und kommentiert. |
| Internet Helpdesk (Walulis Woche)                        | In dieser Rubrik wechseln sich die Redaktionsmitglieder Luisa und Yannik von Folge zu Folge ab. Luisa kommentiert das Agieren von Prominenten und Unternehmen im Netz (z. B. die Social-Media-Präsenzen diverser deutscher Radiosender). Markenzeichen ist eine betont überemotionale Vortragsweise. Yannik hingegen äußert sich bewusst polemisch und zunehmend aggressiv zu tagespolitischen Themen. |
| SHIT – Schnelle Hits aus Internet und TV (Walulis Woche) | Dem Namen entsprechend präsentiert Walulis skurrile Momente im Netz und Fernsehen der vergangenen Woche, welche wenig Aufmerksamkeit erfahren haben. |

Daneben existieren jedoch auch Videos, die von diesem Format abweichen. Die Reihe Warum eigentlich? verzichtet etwa auf die oben genannten Elemente. Es handelt sich stattdessen um kürzere, animierte und von Walulis synchronisierte Videos, die immer einer spezifischen Frage zum Thema Medien auf den Grund gehen (z. B. „Warum gibt’s noch Teletext?“). Dem gegenüber stand der einmal im Monat erscheinende „Community Service“, welcher das Standardformat des Kanals erweitert. Walulis wird dabei von einem Mitglied aus dem Team als Co-Moderator unterstützt. In das eigentliche Thema der Folge werden zusätzlich Beiträge der Community eingeflochten: So wurden immer Nutzer-Kommentare des Vormonats nach oft willkürlichen Kategorien gekürt, Zuschauerfragen beantwortet und der YouTube-Kanal eines Zuschauers mit einem Abonnement durch den Kanal Walulis „geehrt“.
In dem Format Walulis Daily sind einige der oben genannten Figuren und Elemente – etwa der Assi, der Obdachlose und das Birnbaum-Institut – nicht vorhanden und in Einspielern treten die verschiedenen Autoren und Redakteure der Sendung vornehmlich als sie selbst auf.

## Auszeichnungen
2018 wurde der Kanal mit dem Fernsehpreis in der Kategorie „Bester Web-Channel“ vom Fachmagazin Quotenmeter ausgezeichnet.
2022 wurde Philipp Walulis vom Medienmagazin DWDL für seine Moderation bei Walulis Daily als Bildschirmheld 2022 ausgezeichnet.